# Hôpitaux universitaires d'Assiout
 (mai 2021).
Si vous disposez d'ouvrages ou d'articles de référence ou si vous connaissez des sites web de qualité traitant du thème abordé ici, merci de compléter l'article en donnant les références utiles à sa vérifiabilité et en les liant à la section « Notes et références ».
Les hôpitaux universitaires d'Assiout sont considérés comme parmi les plus grands hôpitaux universitaires et thérapeutiques au niveau de l'Égypte, car ils ont été inaugurés par le président Hosni Moubarak en 1987. Le nombre total d'hôpitaux universitaires est d'environ trois mille lits[pas clair], dont 92 % de lits gratuits, avec 8 % sont des lits de soins spéciaux et économiques et des contrats avec des agences gouvernementales et non gouvernementales. Le produit de celui-ci[pas clair] est affecté aux dépenses du service gratuit et des patients qui en sont incapables.

## Hôpitaux
- Le principal hôpital universitaire
- Hôpital universitaire pour enfants
- Hôpital de la santé des femmes
- Hôpital du foie Al-Rajhi
- Hôpital d'urologie et de néphrologie
- Hôpital psychologique et neurologique
- Hôpital universitaire d'Orman pour le cœur
- Nouvel hôpital universitaire d'Assiout
- Hôpital de traumatologie et d'urgence
- Hôpital Umm Al Qusour